# Morgny
Morgny är en kommun i departementet Eure i regionen Normandie i norra Frankrike. Kommunen ligger i kantonen Étrépagny som tillhör arrondissementet Les Andelys. År 2022 hade Morgny 663 invånare.

## Befolkningsutveckling
Antalet invånare i kommunen Morgny
Referens:INSEE